# Hammarby IF
För andra betydelser, se Hammarby.
Hammarby IF (även kallad Bajen) är en svensk idrottsförening som grundades på Södermalm i Stockholm ursprungligen stiftad som Hammarby Roddförening, namnändrad den 7 mars 1897 till Hammarby Idrottsförening och ombildad vid extra årsmöte den 1 oktober 1998 till en alliansförening från och med den 1 januari 1999 och som har sitt säte i Johanneshov. Klubben är representerad inom flera sporter. Hammarbys klassiska ställ i fotboll är vita tröjor och gröna byxor. Emellertid slogs Hammarby ihop med Johanneshovs IF år 1918. Som villkor för att den sammanslagna föreningen skulle heta Hammarby så utfäste sig föreningen att spela i Johanneshovs gulsvartrandiga hemmaställ i minst 60 år. Efter detta har föreningen återgått till grönvita hemmaställ, men ibland med gulsvarta bortaställ. Föreningens vanligaste smeknamn är Bajen som kommer från när Stig Emanuel "Stickan" uttalade Hammarby på engelska som "Hammarbaj" på en resa i England 1946.

## Historia

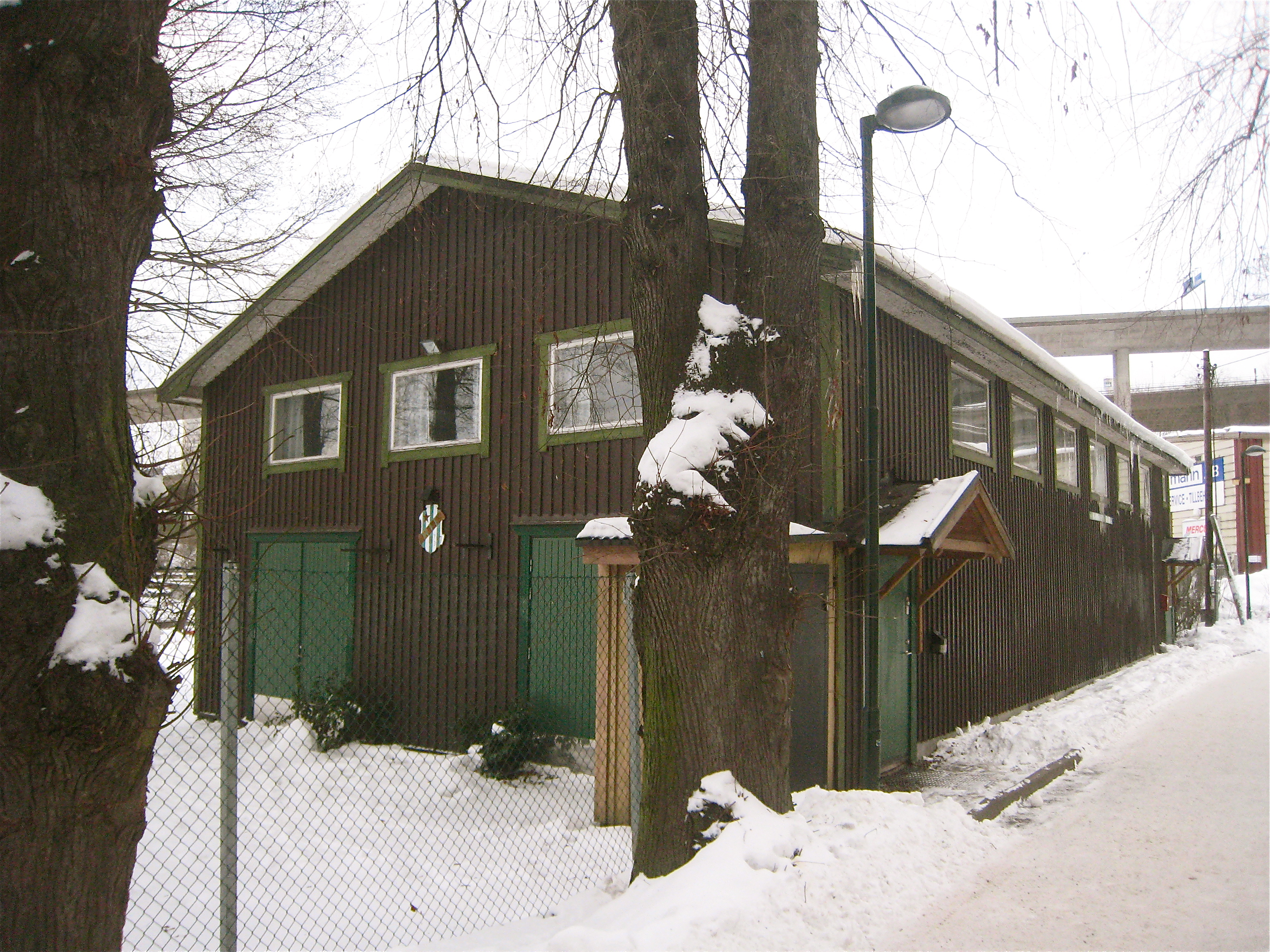
Klubbhuset tillhörande Hammarby Roddförening vid Skanstull.

Den 10 april 1889 bildades Hammarby Roddförening på Södermalm i Stockholm med ingenjör Axel Robert Schönthal som initiativtagare. Vid tiden förekom roddtävlingar mellan fabriksarbetare på Hammarby sjö som brukade locka ungefär tusen åskådare runt samma plats, och av den anledningen bildades föreningen under just det namnet. I en dragkampstävling 1894, arrangerad av AIK, möttes Hammarby och blott tre år gamla Djurgårdens IF. Det stora och starka Hammarbylaget, med ”Starke Arvid” som ankare, tog hem den första matchen. ”Hammarbys lag var alla muskulösa deltagare som våra i utseende låg mycket efter. Genom denna nervositet blef följden att vårt lag förlorade första starten”, menade DIF:s sekreterare August Björkdahl, återberättat i Djurgårdens 100-årsbok. Matchen hade väl inte nämnts i nämnda bok om det inte vore så att Djurgården vann de två returmatcherna, den sista efter 10 minuters stenhård satsning. Enligt Svenska Dagbladet, vill säga, som rapporterar om att Djurgården besegrade AIK och Hammarbys roddlag. I Dagens Nyheter vann dock Hammarby ensamt den tredje omgången.
Roddföreningen bar dock varken samma idrottsnamn eller klubbmärke som det senare Hammarby IF, så det finns delade meningar om verkligen Hammarby Rodd var en del av dagens Hammarby. Roddföreningen slöts visserligen samman med IF-föreningen i ett senare skede, men åsikterna går fortfarande isär angående tidpunkten för när Hammarby IF bildades. År 1896 hörde några idrottsintresserade män som höll till på ”Lerbacken”, eller ”Sopbacken” som idrottsplatsen utanför Danvikstull också kallades, av sig till Hammarby. Det skapade möjligheter för breddande av idrottandet och sommaren 1896 hölls tävlingar i allmän idrott vid "Lerbacken", och i samband med detta kom det sig att Hammarby Roddklubb ombildades till Hammarby Idrottsförening. Söndagen den 7 mars 1897 träffades några personer, bland annat Otto Söderlund, för att föra protokoll över Hammarby Idrottsförenings första sammanträde.
Hammarby IF:s sekellånga historia har kommit att bli en betydande del i svensk idrottshistoria. Personer som Sven Bergqvist, Lennart Skoglund, Pia Sundhage, "Svängis" Johansson med flera har alla gemensamt att de är en del av den svenska idrottshistorien i allmänhet, men även en del av Hammarby IF:s historia.
Sedan årsskiftet 1998/99 är Hammarby IF en alliansförening.

## Klubbmärke
Då Hammarby RF bildades valde man ett klubbmärke bestående av en vit flagga med tre gröna vågräta linjer. Anledningen var att två blåa respektive röda linjer på en vit flagga användes av två konkurrerande roddföreningar och man valde då grönt som var hoppets färg. Man lade till en tredje rand, då man upptäckte att Göteborgs RF redan hade en grönvit flagga med två ränder. Under 1900-talets början användes också en sköld med tre gröna vertikala ränder, bland annat 1915 när Kanalplan och Hammarbys fotbollssektion invigdes.  På 1920-talet lades en lagerkrans i gult till flaggan. Ursprungligen var kransen runt flaggan sluten i en cirkel. Först någon gång på 1940-talet fick kransen en öppning i toppen. I början av 1970-talet formgav Börje Dorch dagens klubbmärke.

## Smeknamn
När ishockeylaget var på turné i Storbritannien 1946 myntade Stig Emanuel "Stickan" Andersson begreppet "Hammarbay", en svengelsk förvrängning av Hammarby. På 1950- och 1960-talet förekom uttrycket "Hammarbay" bland Hammarbys supportrar. Från 1970 blev det allt vanligare att man började kalla Hammarby för "Bajen".
Söderbröder är också ett vanligt namn för Hammarbys supportrar, vilket kommer sig av att Hammarbys hemvist är på Söder i Stockholm.
Även Bamsingarna förekommer, men används främst för ishockeylaget. Här igen hade Stig Emanuel "Stickan" Andersson ett finger med i spelet. Stickans personliga stridsrop var "Bamsing – stångkorv!", vilket han brukade skrika till lagkamraterna när det var dags att verkligen kämpa och helst göra två mål på kort tid. 
Det gul/svartrandiga stället medförde att Hammarby kallades för Söders tigrar. Ett annat smeknamn specifikt under ishockeysektionens storhetstid var Söders kanadensare.

## Medlemsföreningar

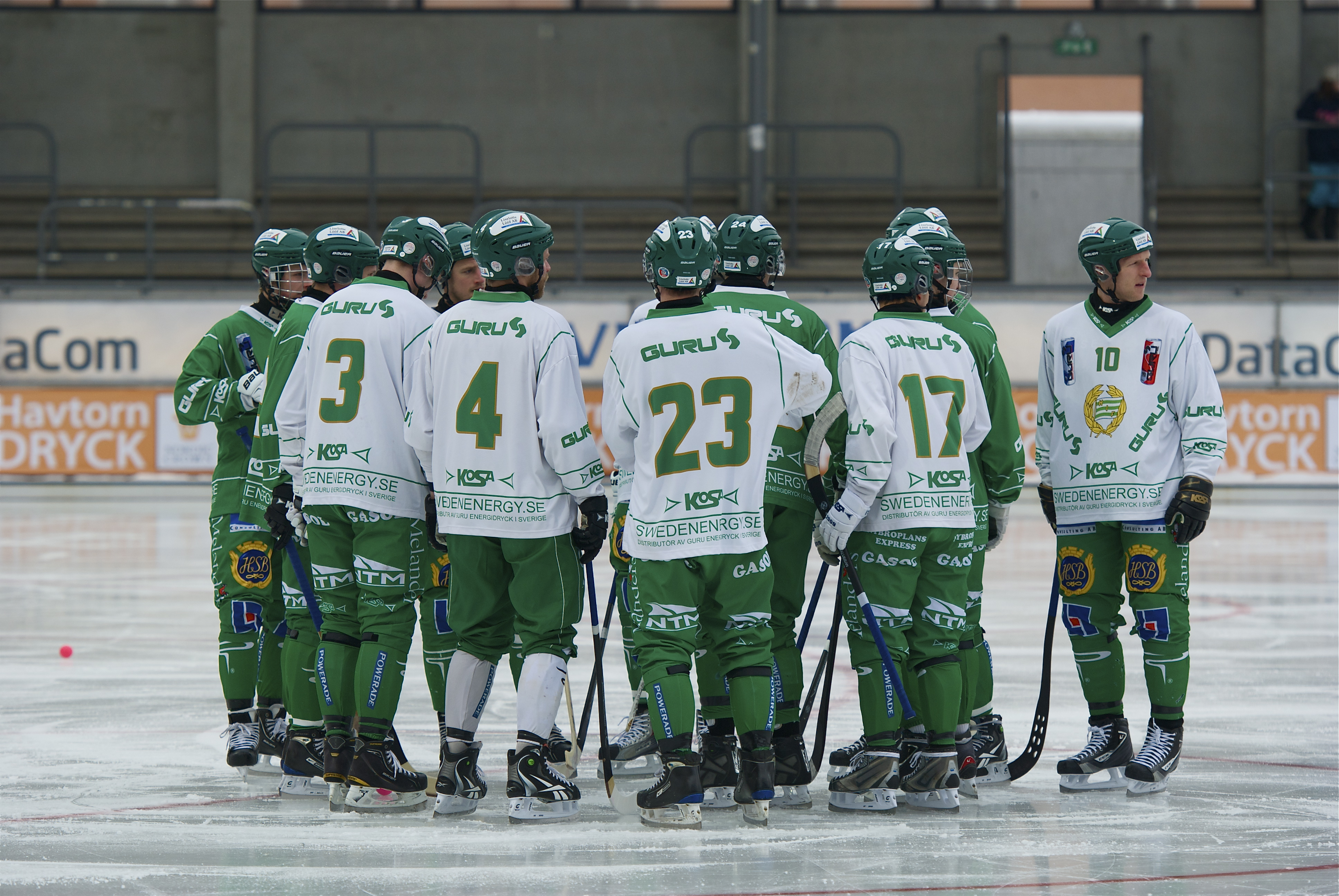
Hammarbys herrlag i Bandy.

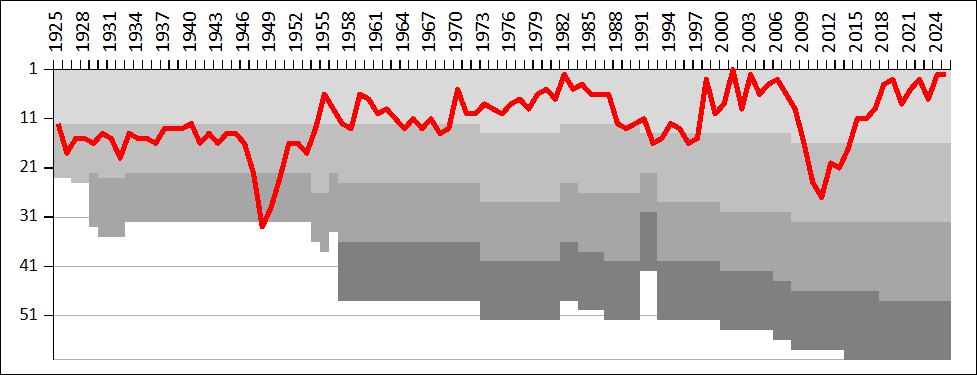
Hammarby IF Prestanda

Här listas Hammarby IF Alliansförenings olika medlemsklubbar, ordnade i bokstavsordning utifrån deras huvudsakliga verksamhet, samt året de grundades alternativt upptogs i moderföreningen.
- Bandy – Hammarby IF Bandyförening, 1905
- Basket - Hammarby IF Basket, 1974-1985, 2014-
- Bordtennis – Hammarby IF Bordtennisförening, 2010
- Boule – Hammarby IF Boule, 2001
- Bowling – Hammarby IF Bowling, 1938
- Boxning – Hammarby IF Boxning, 1919
- Fotboll – Hammarby IF Fotboll (herrar) 1915, och Hammarby IF DFF, 1970
- Fotboll – Hammarby TFF, 2002
- Friidrott – Hammarby IF Friidrott, 1897
- Goalball – Hammarby IF Goalball, 1999
- Handboll – Hammarby IF Handboll, 1939
- Innebandy – Hammarby IF Innebandy, 1993
- Ishockey – Hammarby IF Ishockeyförening, 1921–2008, 2013-
- Orientering – Hammarby IF Orientering, 1922
- Rodd – Hammarby IF Rodd, 1889
- Rugby – Hammarby IF Rugby, 2000
- Skidor – Hammarby IF Skidförening, ?
- Speedway – Hammarby Speedway, 2004
- Social förening – Sällskapet Hammarbyveteranerna, 1917

## Fotboll

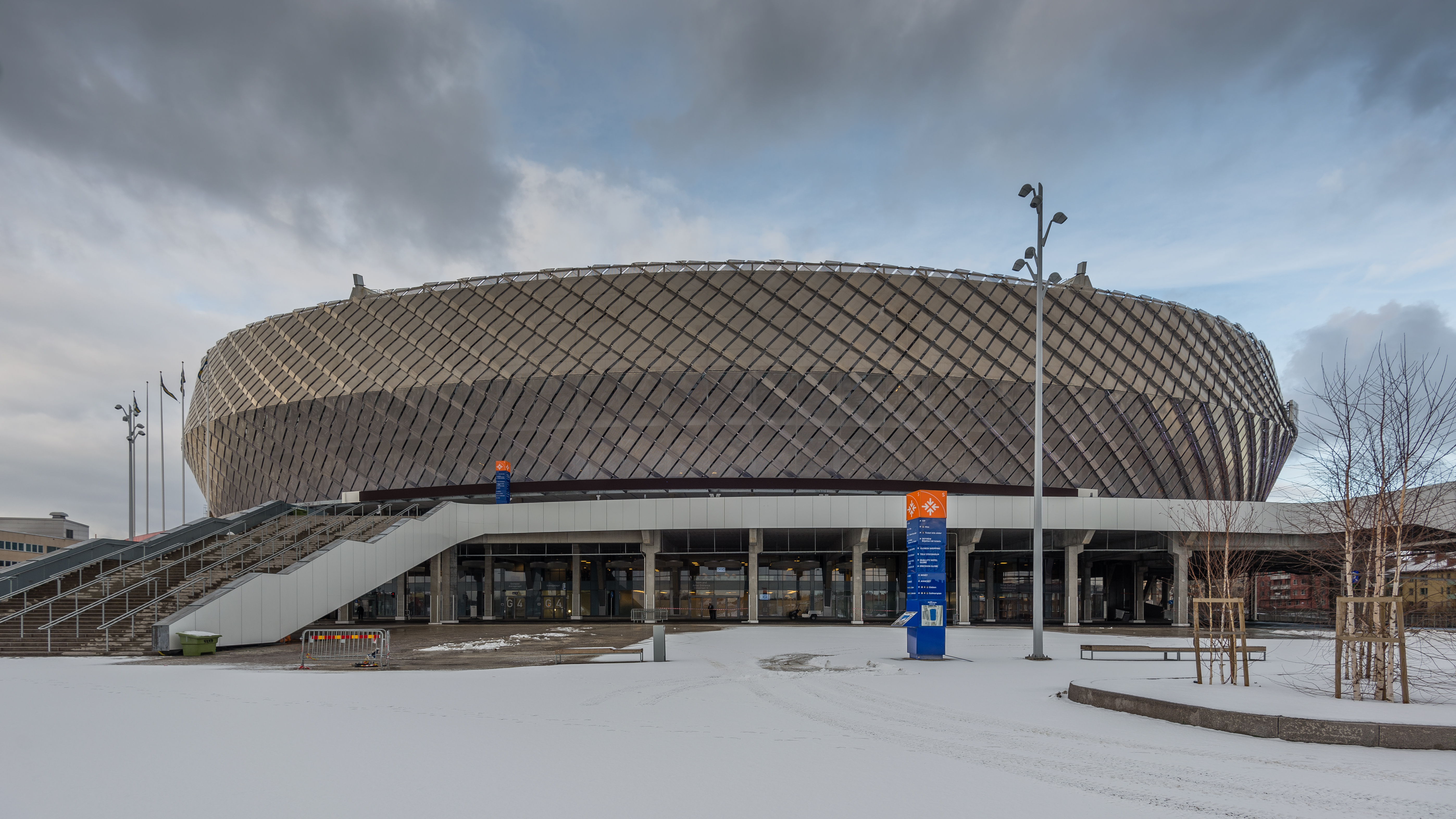
3Arena i Johanneshov.

År 2001 vann Hammarby hela Allsvenskan: titeln säkrades den 21 oktober när Hammarby vann med 3-2 mot Örgryte på Söderstadion. Inför säsongen var Hammarby tippat att åka ur.
År 2009 slutade Hammarby sist i Allsvenskan och åkte ned till Superettan. År 2014 säkrade Hammarby ett allsvenskt avancemang i den sista omgången med nya tränaren Nanne Bergstrand.
År 2021 vann Hammarby Svenska cupen efter att ha besegrat BK Häcken på straffar. Matchen spelades dock inför tomma läktare på grund av coronapandemin.

## Handboll
Handboll togs åter upp på programmet 1970 genom en sammanslagning med Lundens BK. Hammarby Handboll kvalificerade sig för högsta serien, dåvarande elitserien, säsongen 2002/2003. I laget spelade då den 358-faldige landslagsmannen Staffan Olsson, som återvänt till Sverige efter många år som utlandsproffs. Olsson tog senare över som lagets huvudtränare under några år.
År 2006 tog Hammarby sitt första SM-guld. Det följdes upp med ytterligare två SM-guld de följande två åren, 2007 och 2008.

## Supportrar

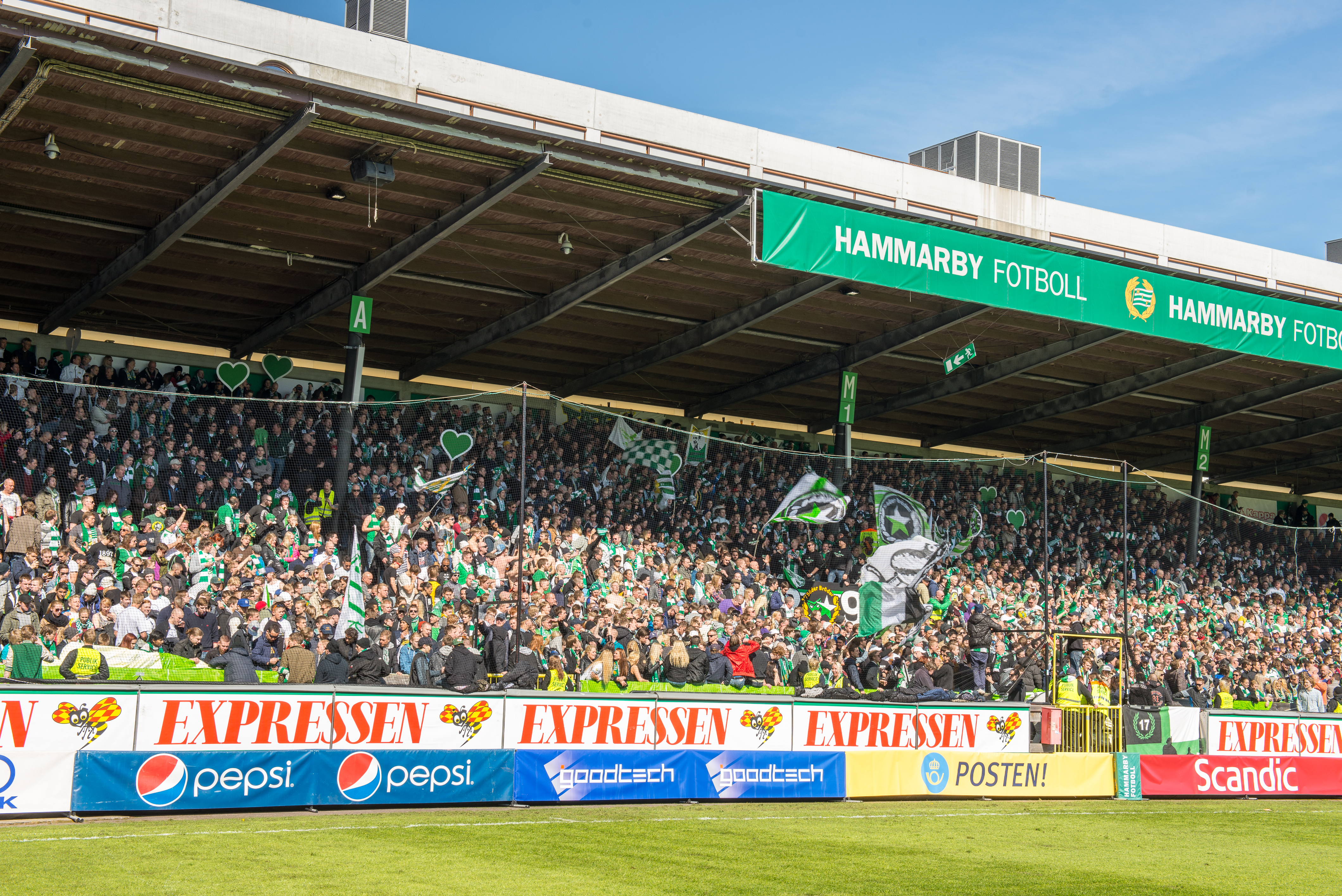
Supportrar på f.d. Söderstadion.

Hammarbys fans började sjunga i slutet på 1950-talet och i början på 1960-talet för att stötta sitt lag, men det var inte förrän 1970 man började sjunga organiserat och stå på en viss sektion. Hösten 1970 blev början till det som skulle bli Bajen Fans. Flera supporterföreningar stödjer klubben: Supporterklubben, Bajen Fans, Sällskapet Hammarby 54, Bara Bajare, Ultra Boys, Hammarby Ultras, Kompisgänget Bajen (KGB), Söder Bröder (bildade 1998, kända för användandet av trummor), E1 Ultras, Bajenkartellen, SkåneBajarna, Hammarbyklanen, Isterbukarna och Bajenkompaniet.
Hammarbys geografiska supporterfäste brukar kalla "Bajenland", av supporterklubben. Det räknas löst som Södermalm och området omkring och sydost om Gullmarsplan, som ligger strax söder om Södermalm. Bajen Fans, som idag är Hammarbys största supporterförening, bildades år 1981 efter att Supporterklubben tagit avstånd från den ibland stökiga klacken. Söderstadion blev 2008 framröstad till den elfte mest stämningsfulla arenan i Europa enligt den irländska sportkanalen Setanta Sports.
Enligt en undersökning från mediebyrån MEC har Hammarby flest supportrar av alla Stockholmslag: knappt 600 000, jämfört med AIK och Djurgården som har ca 500 000 fans var. Bland stockholmarna hamnar Hammarby dock bara på en tredje plats efter Djurgården och AIK, vilket även gäller jämställdheten där 38 % av alla hammarbyare är kvinnor. Partipolitiskt sett röstar Hammarbys supportrar mer vänster än Djurgårdens och AIK:s supportrar.

## Meriter
Föreningen har fram till 2019: 267 SM-guld, 302 SM-silver och 291 SM-brons. Hammarby IF Fotboll har dock endast 1 SM-guld sedan sektionens grundande 1915.
Hammarby Bandy har vunnit SM-guld två gånger och silver 8 gånger. 2009 spelade man final i World cup och tog guld mot ryska HK Zorkij med 6-2 och kunde titulera sig som världens bästa bandylag. 2010 tog man silver i samma turnering efter en förlust i finalen mot Dynamo Kazan med 1-3. 2013 tog man sitt andra guld och spikade även publikrekordet i bandyhistorien när 38 457 såg Hammarby vinna mot Sandviken AIK
Den 21 juni 2020 vann Hammarby Futsal sitt första SM-guld i en final mot IFK Göteborg Futsal, matchen spelades i Eriksdalshallen inför tomma läktare på grund av covid-19-pandemin.
År 2019 representerade Hammarby Futsal Sverige i IFA World Cup, Hammarby vann hela turneringen som spelades i Jiangmen, Kina.
Hammarby Bordtennis
Hammarby Bowling 
Hammarby Boxning 
Hammarby friidrott 
Hammarby Handboll 
Hammarby IF Fotboll vann Allsvenskan år 2001 och spelade Intertotocupen år 2007. Sektionen har även SM-guld i Hallsvenskan, guld i SM i Futsal och guld i SM i inomhusfotboll (11-manna). Man har även 9 st Nackas minne guld, åren: 1978, 1979, 1980, 1981, 1982, 1983, 1984, 1987, 2003. Sektionen vann även Svenska Cupen år 2021.
Hammarby Ishockey (8)
Hammarby Skidåkning (10)
Hammarby IF har även ett flertal guld i rodd, cykel, rugby, isracing och tyngdlyftning.

## Övrigt
Efter en strid med olika myndigheter gav länsrätten två föräldrar, tillika två inbitna Hammarbyare, rätt till att få döpa sin gemensamma son till Bajen.